# Turago Bordone
Turago Bordone è una frazione del comune italiano di Giussago, nella provincia di Pavia. Costituì un comune autonomo fino al 1928.

## Storia
Turago Bordone, noto fin dal XII secolo come Toragum, apparteneva alla Campagna Soprana pavese; fu feudo dei Beccaria di Mezzano e nel XVIII secolo dei Peverelli di Milano. Nel 1928 fu soppresso e unito a Giussago.

## Architetture religiose
- Chiesa Parrocchiale di San Giorgio martire del XV secolo[4].

## Società

### Evoluzione demografica
Abitanti censiti:
- 317 nel 1750
- 264 nel 1780
- 225 nel 1792[6]
- 368 nel 1805
- 260 nel 1807[7]
- 210 nel 1853
- 512 nel 1859
- 534 nel 1861
- 607 nel 1871
- 257 nel 1877[8]
- 586 nel 1881
- 567 nel 1901
- 486 nel 1911
- 467 nel 1921
- 598 nel 2011[9]
- 655 nel 2017[10]